# Mahatma Gandhi

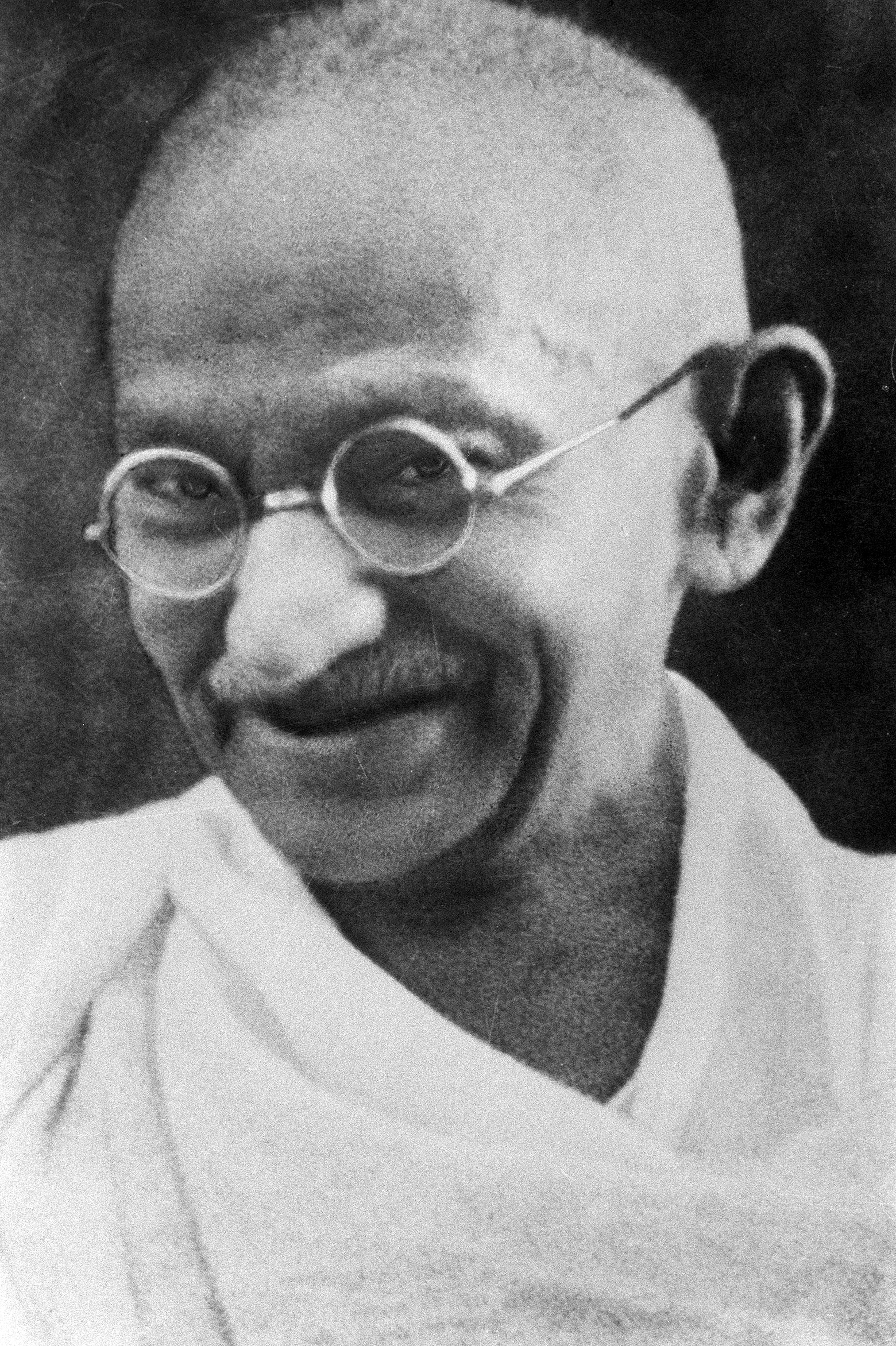
Mahatma Gandhi

Mahatma Gandhi (n. 2 octombrie 1869, Porbandar⁠(d), India Britanică, Imperiul Britanic – d. 30 ianuarie 1948, New Delhi district⁠(d), Teritoriul Capitalei Naționale Delhi⁠(d), India) cu adevăratul său nume Mohandas Karamchand Gandhi a fost un avocat indian, părintele independenței Indiei și inițiatorul mișcărilor de revoltă nonviolente. Numele de „Mahatma“ (în sanscrită înseamnă „marele suflet“) i-a fost dat de poetul indian Rabindranath Tagore.

## Biografie
Tatăl lui, Mohandas Kaba Gandhi, a fost prim-ministru în Kathiawar, în statul Vankaver. După frecventarea colegiului „Samaldas“ din Bhavnagar, studiază dreptul la Universitatea din Ahmadabad și University College London și practică pentru scurt timp avocatura în Bombay, actualul Mumbai. Din anul 1890 devine vegetarian. În 1893 pleacă în Africa de Sud, în funcție de consilier juridic al unei firme comerciale indiene, unde va rămâne timp de 21 de ani. Aici este confruntat cu o realitate teribilă, mii de imigranți indieni sunt victime ale segregației rasiale, ceea ce îl determină să se angajeze în lupta împotriva dominației britanice.

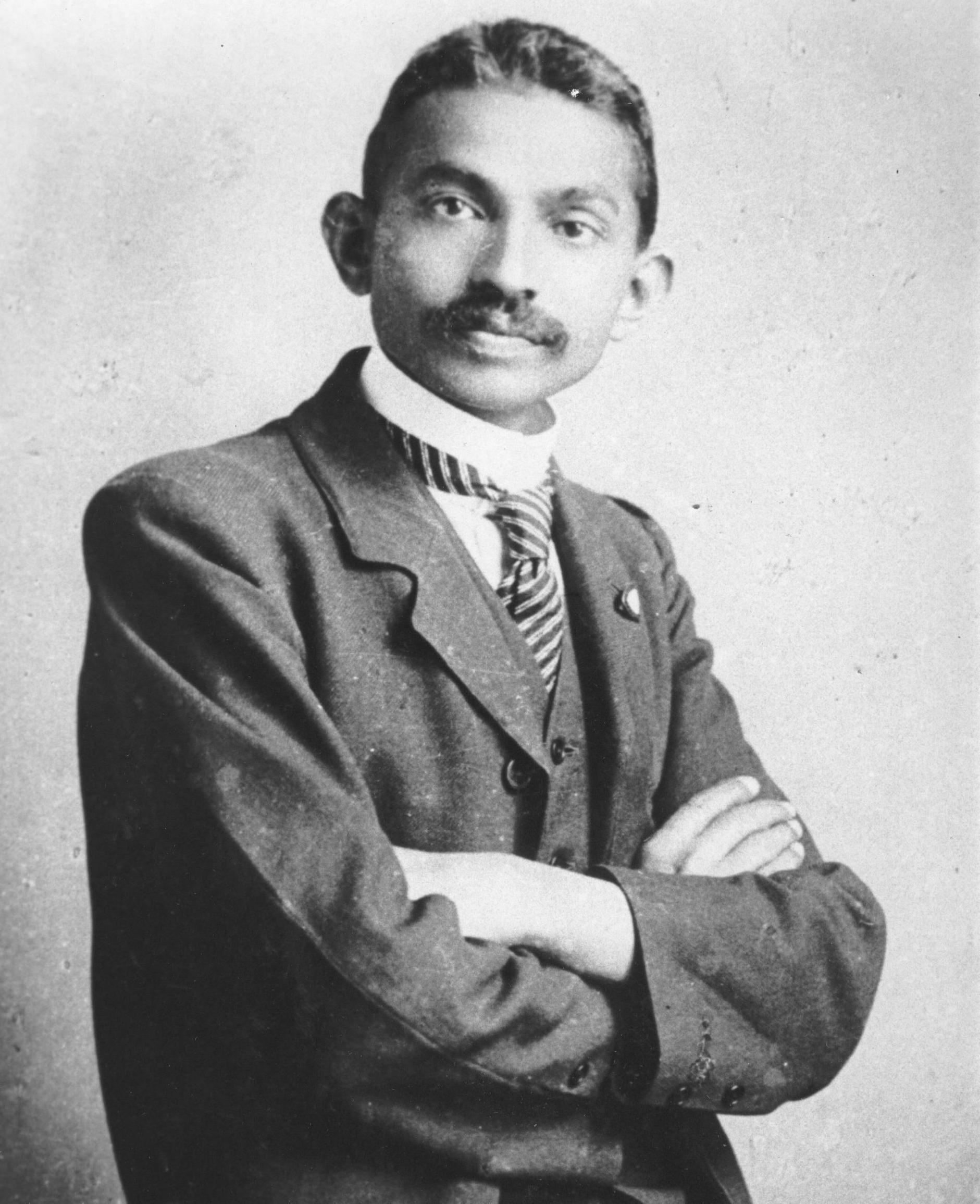
Gandhi în 1906

Gandhi luptă pentru recunoașterea drepturilor compatrioților săi și, începând din anul 1906, lansează la nivel de masă metoda de revoltă bazată pe rezistență pașnică, denumită Satyagraha, o formă de refuz radical al oricărei colaborări cu autoritățile britanice. Guvernul sud african admite, în cele din urmă, adoptarea unor reforme în favoarea muncitorilor indieni: anularea unora din regulile discriminatorii, recunoașterea drepturilor civile pentru imigranți și validitatea căsătoriilor religioase.
În 1915 Gandhi se întoarce în India, unde fermenta deja nemulțumirea populației autohtone împotriva dominației britanice, în special împotriva unei noi legi agrare, care prevedea confiscarea pământului țăranilor în caz de recoltă proastă sau de necultivare. Gandhi devine lider al Partidului Congresului, care avea în program eliberarea Indiei de sub colonialismul britanic.
În 1919 declanșează prima mare campanie satyagraha de nesupunere civilă, care prevedea boicotul mărfurilor englezești și refuzul plății impozitelor. Gandhi este arestat și, după un proces, este condamnat la câteva luni de închisoare. Abia eliberat, își continuă activitatea, este din nou arestat, apoi, pus în libertate, participă la Conferința de la Londra (1926) asupra problemei indiene, cerând independența țării sale. În anul 1930 se inițiază o largă campanie de rezistență, având ca obiectiv abrogarea impozitului pe sare și boicotarea textilelor provenite din Marea Britanie. Autoritățile engleze îl arestează împreună cu soția sa și cu alți 50.000 de militanți indieni. În închisoare, reacționează cu lungi greve ale foamei, care se repetă și în viitor, devenite legendare.
La începutul celui de-al Doilea Război Mondial, Gandhi cheamă populația să nu susțină Marea Britanie, dacă aceasta nu garantează independența Indiei. Guvernul englez reacționează cu arestarea lui, împreună cu alți 60.000 de oponenți, și nu este eliberat decât după doi ani de detenție. Părăsiți India, această declarație din 1942 sfârșește prin a cristaliza rezistența în jurul lui: considerat un fel de sfânt și un conducător politic, Gandhi obține retragerea britanică și independența Indiei la 15 august 1947.
Gandhi asistă cu durere la diviziunea subcontinentului indian în două state, India și Pakistan, care consfințește separarea între hinduiști și musulmani și care culminează la sfârșitul anului 1947 cu un război civil, ce a costat viața a peste un milion de oameni și a pus pe drumuri șase milioane de refugiați. Atitudinea moderată a lui Gandhi în problema scindării țării a provocat ura unui fanatic hindus, Nathuram Godse, care-l asasinează la 30 ianuarie 1948, în timpul unei ceremonii religioase. Incinerarea sa publică a provocat manifestări extraordinare de doliu popular.

## Principiile lui Gandhi
Adevărul
Gandhi și-a dedicat viața înaltului scop de a descoperi adevărul sau Satya. A încercat să obțină aceasta prin învățarea din propriile greșeli și experimentând pe el însuși. Și-a intitulat autobiografia „Povestea experimentelor mele cu adevărul”. Gandhi a declarat că cea mai importantă luptă de purtat este cu propriii demoni, temeri și nesiguranțe.
Non-violența (Ahisma)
Gandhi și-a explicat filozofia și modul de viață în autobiografia sa:
„Când mă cuprinde disperarea, îmi amintesc că, de-a lungul istoriei, calea adevărului și iubirii a învins mereu. Au existat tirani și criminali și, pentru un timp, păreau de neînvins dar, în cele din urmă, au căzut, întotdeauna.”
În aplicarea acestor principii, Gandhi nu a dat înapoi de la a le duce către cele mai logice extreme, închipuindu-și o lume în care chiar guvernul, poliția și armata erau non-violente. Totuși, Gandhi era conștient că acest nivel de non-violență - ahisma cere credință și curaj incredibile, dar a realizat că nu toată lumea le posedă. De aceea a sugerat că nu toată lumea trebuie să țină cu încăpăținare de non-violență, mai ales dacă aceasta este folosită ca scuză pentru lașitate: „Cred, scria el, că acolo unde singura alegere este între lașitate și violență, eu aș sugera violența”.
Vegetarianism
În copilărie, Gandhi a experimentat mâncatul cărnii. Asta datorită curiozității sale înnăscute și, de asemenea, convingătorului său prieten Sheikh Mehtab. Ideea vegetarianismului este adânc înrădăcinată în tradițiile Hindu și Jain din India și în ținutul său natal Gujarat majoritatea hindușilor erau vegetarieni și la fel sunt toți Jains. Familia Gandhi nu făcea excepție. Înainte de a pleca pentru studii la Londra, Gandhi a promis mamei sale, Putlibai și unchiului său, Becharji Swami că se va abține de la carne, alcool și promiscuitate. S-a ținut cu tărie de promisiuni și a dobândit mai mult decât o dietă: a dobândit bazele pentru filozofiile lui de viață. Odată cu maturizarea, Gandhi a devenit un vegetarian strict. El a scris „Baza morală a vegetarianismului” și diferite articole legate de acest subiect, unele din ele fiind publicate în revista Societății Vegetariene Londoneze „Vegetarianul”. Gandhi însuși a fost inspirat de multe minți mărețe în timpul acestei perioade și s-a împrietenit cu președintele Societății Vegetariene Londoneze, Dr. Josiah Oldfield.
Gandhi a petrecut mult timp susținând vegetarianismul în timpul și după șederea sa în Londra. Pentru Gandhi, o dietă vegetariană nu numai că ar satisface cerințele corpului, dar ar servi și unui scop economic deoarece carnea era și încă este mai scumpă decât cerealele, legumele și fructele. De asemenea, în acea perioadă mulți indieni aveau venituri mici, deci vegetarianismul era văzut nu doar ca un obicei spiritual, dar și ca unul practic. El se abținea de la mâncat pentru lungi perioade, folosind postul ca formă de protest politic. El refuza să mănânce până când ori moartea ori cererile sale erau atinse.
Simplitatea
Gandhi credea cu convingere că o persoană implicată în serviciul societății ar trebui să ducă o viață simplă, lucru care ar putea duce, credea el, la Brahmacharya - puritatea spirituală și practică. Simplitatea lui a început prin renunțarea la modul de viață occidental pe care îl ducea în Africa de Sud. L-a numit „reducându-mă la zero”, ceea ce înseamnă renunțarea la cheltuielile inutile și adoptarea unui mod de viață simplu.
Gandhi petrecea câte o zi din fiecare săptămână în tăcere. El credea că abstinența de la vorbire îi aducea pacea interioară. În acele zile comunica cu ceilalți prin scris.
La întoarcerea în India din Africa de Sud, unde a practicat dreptul cu succes, a renunțat la a purta haine occidentale, pe care le asocia cu bogăția și succesul. El se îmbrăca pentru a fi acceptat de către cea mai săracă persoană din India, susținând folosirea pânzei lucrate în casă - khadi. Gandhi și adepții săi au adoptat purtarea hainelor țesute din fire toarse de mâna lor și încurajau și pe alții să facă la fel. În timp ce muncitorii indieni nu aveau un loc de muncă, ei își cumpărau deseori hainele de la fabricile deținute de englezi. În opinia lui Gandhi, dacă indienii și-ar fabrica propriile haine, ar cauza un puternic șoc economic sistemului britanic din India. Prin urmare, roata de tors a fost inclusă mai târziu pe steagul Congresului Național Indian. Ulterior, Gandhi a purtat un dhoti pentru tot restul vieții sale pentru a exprima simplitatea existenței sale.
Credința
Gandhi s-a născut hindus și a practicat hinduismul toată viața sa, majoritatea principiilor sale provenind din hinduism. Ca un hindus obișnuit, el credea că toate religiile sunt egale și a respins toate eforturile de a-l converti la o altă religie. A fost un teolog avid și a citit considerabil despre toate marile religii. Gandhi credea că în centrul fiecărei religii este adevărul și dragostea (compasiunea, non-violența și Regula de Aur). De asemenea, el punea la îndoială ipocrizia, abaterile și dogmatismul din toate religiile și era un neobosit reformator social.

## Scrieri
Gandhi a fost un scriitor prolific. Timp de decenii a editat diferite ziare incluzând Harijan (Harijan = copilul lui Hari/Vișnu) în gujarati, hindusă și engleză; „Indian Opinion” în Africa de Sud; „Young India” în engleza și Navajivan (Renașterea), în gujarati, la întoarcerea sa în India. Mai târziu Navajivan a fost de asemenea publicată în hindusă. În plus, scria aproape zilnic diferitelor persoane și publicații.
Gandhi a scris câteva cărți, incluzând autobiografia sa - „Povestea experimentelor mele cu adevărul”, „Satyagraha în Africa de Sud” despre zbuciumul său de acolo, Hind Swaraj (Autoguvernarea indienilor), un pamflet politic. De asemenea, a scris pe larg despre vegetarianism, dietă și sănătate, religie, reforme sociale, etc. Gandhi scria de obicei în gujarati, deși a revizuit și traducerile cărților sale în hindusă și engleză.
Operele complete ale lui Gandhi au fost publicate de către guvernul indian sub titlul „Operele complete ale lui Mahatma Gandhi” în 1960. Scrierile cuprind aproximativ 50.000 de pagini publicate în cam 100 de volume.

## Adepți și influențe
Gandhi a influențat lideri importanți și mișcări politice. Lideri ai luptei pentru drepturile civile din Statele Unite, inclusiv Martin Luther King și James Lawson s-au inspirat din scrierile lui Gandhi în dezvoltarea propriilor teorii despre non-violență. Activistul anti-apartheid, fostul președinte al Africii de Sud, Nelson Mandela, a fost influențat de Gandhi.
În 1931, remarcabilul fizician Albert Einstein a corespondat cu Gandhi prin scrisori, și l-a numit „un model de urmat pentru generațiile care vor veni”.
La Festivalul Internațional de la Cannes din 2007, fostul vicepreședinte SUA și ecologul Al Gore a vorbit despre influența lui Gandhi asupra lui.

## Moștenire
Este onorat oficial în India drept Părintele Națiunii; ziua de naștere a lui Gandhi, 2 octombrie, este sărbătoare națională în India, Gandhi Jayanti. Pe 15 iunie 2007, s-a anunțat că „Adunarea Generală a Națiunilor Unite” a adoptat în unanimitate rezoluția ce declară 2 octombrie drept „Ziua Internațională a Non-Violenței”.
Revista ''Time'' l-a numit pe Gandhi „Omul Anului” în 1930. Gandhi a fost de asemenea al doilea după Albert Einstein pe lista „Personalităților Secolului” la sfârșitul lui 1999. În 1996, guvernul Indiei a introdus seria de bancnote „Mahatma Gandhi” de 5, 10, 20, 50, 100, 500 și 1000 de rupii. Astăzi, toate bancnotele în circulație din India conțin un portret al lui Mahatma Gandhi. În 1969, Marea Britanie a scos o serie de timbre comemorând centenarul Mahatma Gandhi.
Gandhi nu a primit vreodată Premiul Nobel pentru pace, deși a fost nominalizat de 5 ori între 1937 si 1948. Zeci de ani mai târziu, Comitetul Nobel și-a declarat public regretul pentru omisiune. Mahatma Gandhi a fost pe cale să primească Premiul Nobel în 1948, dar asasinarea sa a împiedicat acest lucru. Premiul nu a fost acordat în 1948, anul morții lui Gandhi, pe motivul că „nu exista un candidat potrivit în viață”, iar când Dalai Lama a primit Premiul Nobel în 1989, președintele comitetului a spus că acesta este „într-un fel un tribut memoriei lui Mahatma Gandhi”.

## Citate
- „A învăța că în viață, mai ușor se poate învinge ura cu dragostea, minciuna cu adevărul și violența cu abnegația, ar trebui să fie un element fundamental în educația oricărui copil“.
- „Trăiește ca și cum ai muri mâine și învață ca și cum ai trăi veșnic".
- „Ochi pentru ochi, și lumea va deveni oarbă“.
- „Fii schimbarea pe care vrei sa o vezi în lume”.
- „Acolo unde este dragoste, există viață".